# Große Mühl
Große Mühl (česky Velká Mihela či Velká Michle) je řeka v Rakousku a Německu. Pramení na jižním svahu šumavské hory Třístoličníku v nadmořské výšce 1160 m a ústí zleva do Dunaje u Untermühlu (obec St. Martin im Mühlkreis). Má délku 70 km. V Německu nese název Michelbach. Protéká hornorakouským městečkem Haslach. Největším přítokem je Steinerne Mühl.
Částí svého povodí zasahuje Velká Mihela i do Čech – jedná se o oblast v katastru obce Přední Výtoň (okres Český Krumlov) mezi Vítkovým kamenem a rakouskou hranicí.
přítoky z Čech

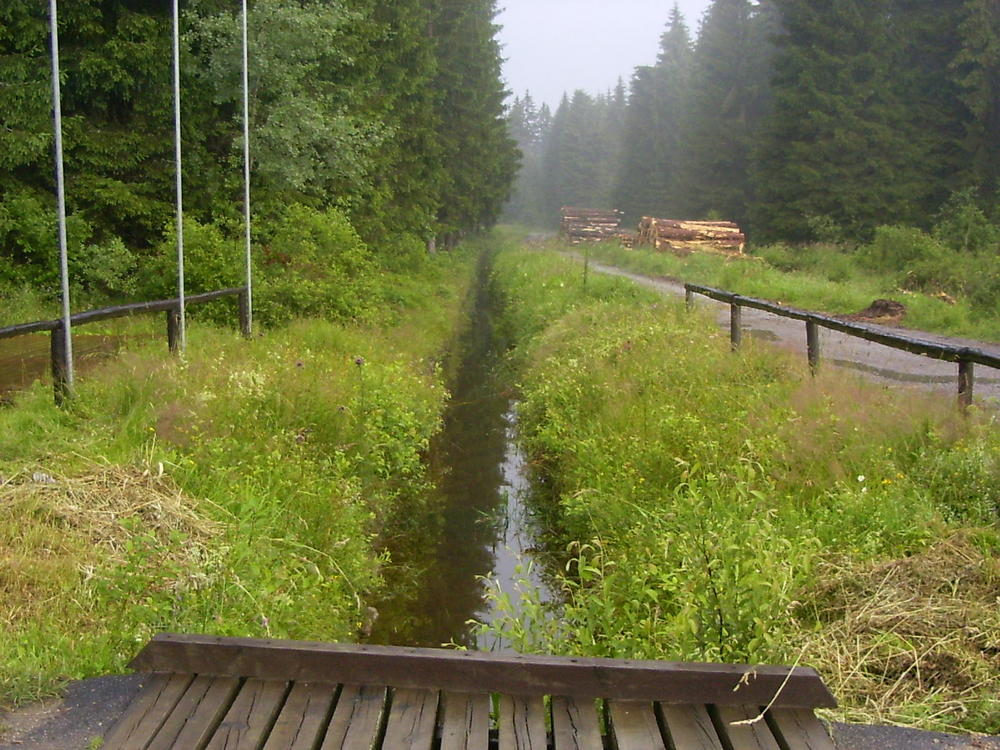
Schwarzenberský plavební kanál poblíž rozvodí

- Schwarzenberský plavební kanál (německy Schwarzenbergischer Schwemmkanal), který se odklání směrem do Rakouska u bývalé osady Růžový Vrch, kde je ve výši 788 m n. m. evropské rozvodí; do Große Mühl ústí v nadmořské výšce 504 m.[4]
- Hraniční potok (německy Wurmbrandbach)
- Světlá (německy Zwettelbach)
  - Urešův potok (německy Steinbach)
- Rožnovský potok (německy Lanitzbach)
- Horský potok (německy Steinerne Mühl)
  - Bukový potok
  - Mlýnský potok
  - Lhotecký potok (německy Freibach)